# Жак Монори
Жак Монори (фр. Jacques Monory; Париз, 24. јун 1924 — Париз, 17. октобар 2018) био је француски сликар који је живио и стварао у Кашану.

## Биографија
Након завршене обуке за сликара и декоратера на Факултету примењених уметности у Паризу, Жак Монори је 10 година радио код уметничког уредника Робера Делпира, где се упознао са светом фотографије.
Жак Монори је један од главних представника покрета наративне фигурације који је настао средином 60-их година прошлог века, као опозиција апстрактног сликарства, а чији су најзначајнији представници, поред Монорија, Ерве Телемак, Еро, Бернар Рансијак, Петер Класен, Едуардо Аројо и Валерио Адами.
Дубоко забринута због насиља свакодневне реалности, Моноријева дела указују на тешку и претећу атмосферу. Теме се развијају кроз серије, а слике које он користи долазе директно из савременог света. Фотографске и кинематографске позајмице, употреба монохромије, хладноћа боје и композиције карактеришу јединствени и репрезентативни стил овог сликара, чије су слике веома често окупане бројним нијансама плаве боје.

## Слике (серије)
- 1966:
- 1968—1969:
- 1969—1971:
- 1970—1972:
- 1971—1972:
- 1971—1974:
- 1972:
- 1972—1974:
- 1973—1976:
- 1974—1975:
- 1974—1975:
- 1976:
- 1976—1977:
- 1978—1979:
- 1980:
- 1982—1983:
- 1983—1990:
- 1984—1986:
- 1985—1986:
- 1986—1987:
- 1987—1994:
- 1988—1990:
- 1988:
- 1990—1991:
- 1991—1996:
- 1997—1999:
- 1999:
- 1999—2003:
- 2000:
- 2001—2002:
- 2000—2001:
- 2002—2005:
- 2003:
- 2005—2007:
- 2006—2008:
- 2006:
- 2007:
- 2008:
- 2010:
- 2011—2013: Noir et Bleu[3]